# 铁山站 (黄石市)
铁山站是位於中華人民共和國湖北省黄石市铁山区的一个火车站，车站站场中心位于武九铁路K100+847处，是铁黄工业区的重要铁路枢纽站，大冶铁矿位于铁山车站北面。途径线路有武九铁路、武九铁路大冶附属线、铁灵铁路，站址在湖北省黄石市铁山区车站路，隶属于武汉局集团有限公司武昌车务段，现为货运二等站。

## 概述

### 矿山车站
本站的前身为设立在大冶运矿铁道的铁山站，亦为线路的起点之一（另在得道湾有前往狮子山的分歧支线）。另外由于大冶运矿铁道还兼顾客运，本站还办理客运业务。当时该站周围的铁山铺地带设置有矿山事务局以及诸如学校、住房等生活附属机构设施，但相比萍乡安源煤矿要寒酸许多。:202-205在日本获得在大冶的利益之后，八幡制铁所亦在本站附近设置机构。

### 路局车站
1954年，武汉钢铁厂在武昌青山动工，为保证武钢的正常生产，将武昌北站的原粤汉铁路延伸到了武钢，并进一步延伸至作为钢厂铁矿资源的铁灵黄地区，是为武大铁路。车站即作为武大铁路工程的一部分建设于1958年7月，时定为三等站，隶属于汉口车务段管辖。1969年改为武昌东车务段管辖。1979年升为二等站，由此独立，直接归分局管辖。2000年，归鄂州车务段管辖。2006年，归武汉铁路局武昌东车务段管辖。随着公路客运的发展，及武黄高速公路的修成，车站客运逐渐减少，并自2005年2月4日起停办客运业务，所有客运业务移至黄石站。此后的铁山站只办理货运业务。:201-202
本站是黄石工业运输的重要区段站，其在运输上以货运为主，曾兼办客运及行包，另外还曾负责武大铁路的技术作业。货运上主要负责为武汉钢铁厂输送铁矿石及各专用线（大冶铁矿、大冶有色金属等）的整车货物运输。另外车站在1985至1991年间还短暂办理过零担业务，但由于运输量小、设备简陋最终取消。:118-119车站最高时年货运发送量达500万吨，由于附近矿石资源有所枯竭，近年来有所减少。:201-202

## 黄石号旅游列车

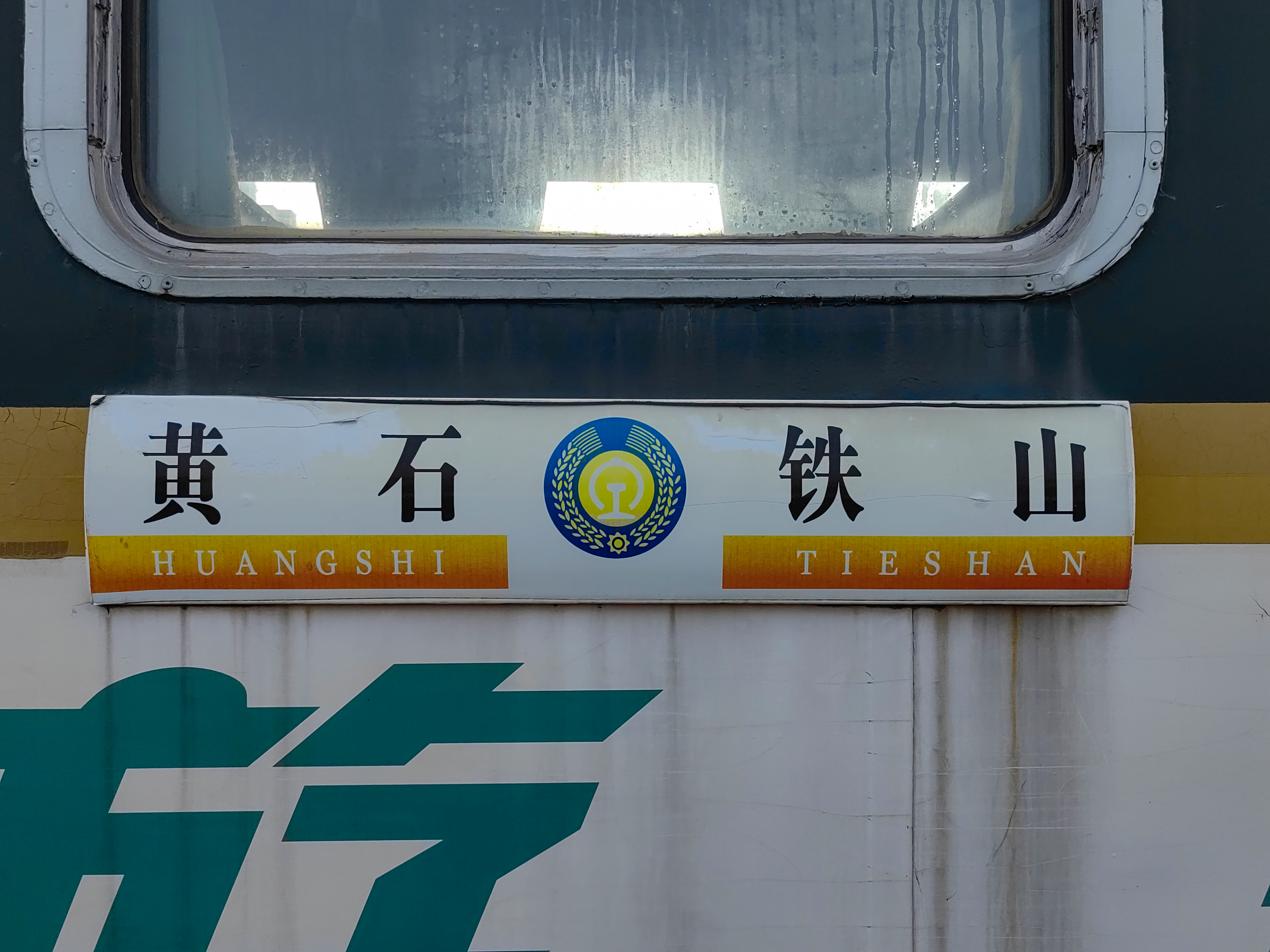
停放在武昌南站的“黄石号”列车水牌。水牌上使用了黄石东站的旧称“黄石站”。

2017年11月，武汉局集团为配合第二届全国工业旅游创新大会，与黄石市府合作恢复黄石东线的旅客运输，临时开行“美丽中国•灵秀湖北•晶彩黄石”黄石号列车（水牌上书“矿山公园—汉冶萍”，后改为“矿山公园—黄石西”）。
自2018年10月至2019年2月间，黄石市与武汉局集团为发展城市旅游产业及利用城市工业文明资源，特在2018年国庆、省运会，2019年元旦、春节期间，再度开行10趟在黄石东站至本站间走行的旅游列车“黄石号”（经停下陆站，水牌上书“黄石—铁山”）。黄石市将黄石东、下陆车站站台进行了装修，在列车开行期间利用火车车厢及大冶铁山矿区以沉浸式实景演出展示黄石多个时期的工业历史和特色文化，全程3小时。

### 其他
- 汉阳铁厂
- 武汉铁路局